# Plessis (Nueva York)
Plessis es un lugar designado por el censo ubicado en el condado de Jefferson en el estado estadounidense de Nueva York. En el año 2010 tenía una población de 164 habitantes.

## Geografía
Plessis se encuentra ubicado en las coordenadas 44°16′24.73″N 75°51′26.95″O / 44.2735361, -75.8574861.